# Jacopo Dal Verme
Jacopo Dal Verme (Verona, 23 giugno 1350 – Venezia, 12 febbraio 1409) è stato un condottiero italiano.
Fu signore di Asparetto, Bobbio, Borgonovo Val Tidone, Busseto, Canevino, Fortunago, Gardone Val Trompia, Monguzzo, Nogarole Rocca, Pianello Val Tidone, Pecorara, Pieve di Incino, Poviglio, Rivergaro, Rocca d'Olgisio, Romagnese, Ruino, Sanguinetto, Trebecco e Zavattarello.

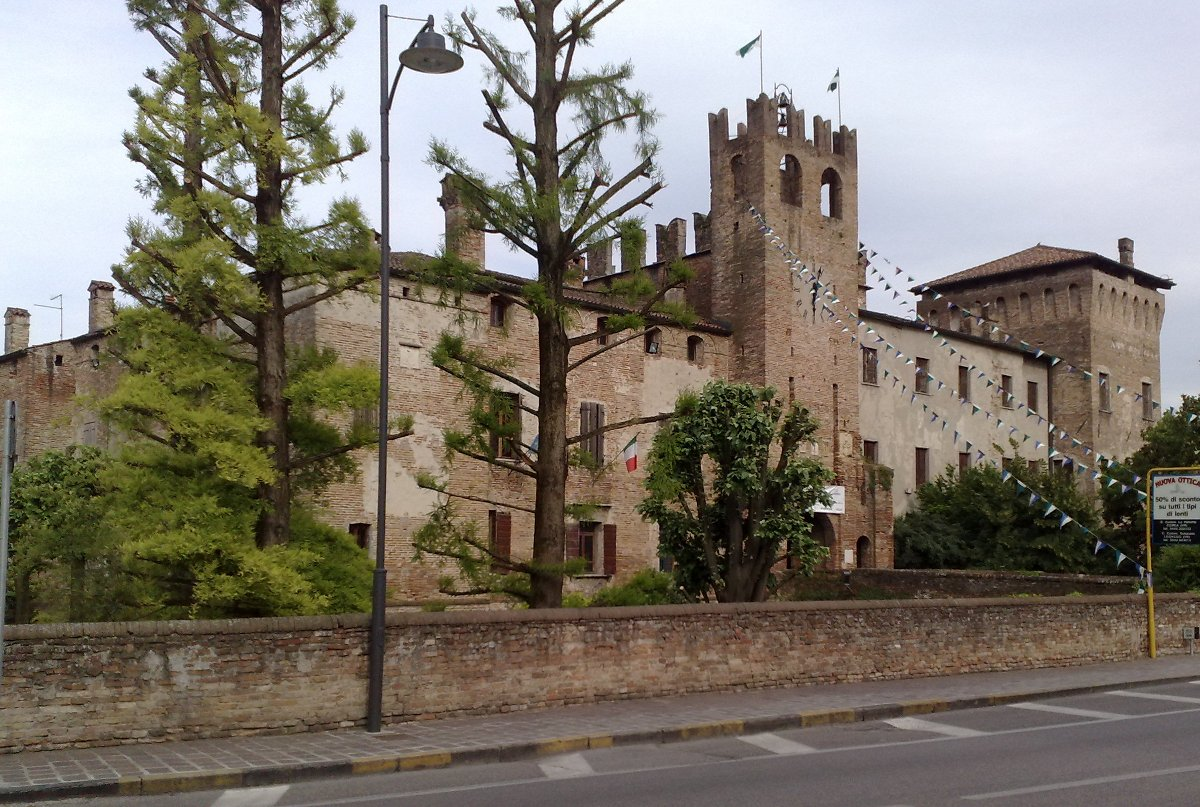
Castello di Sanguinetto

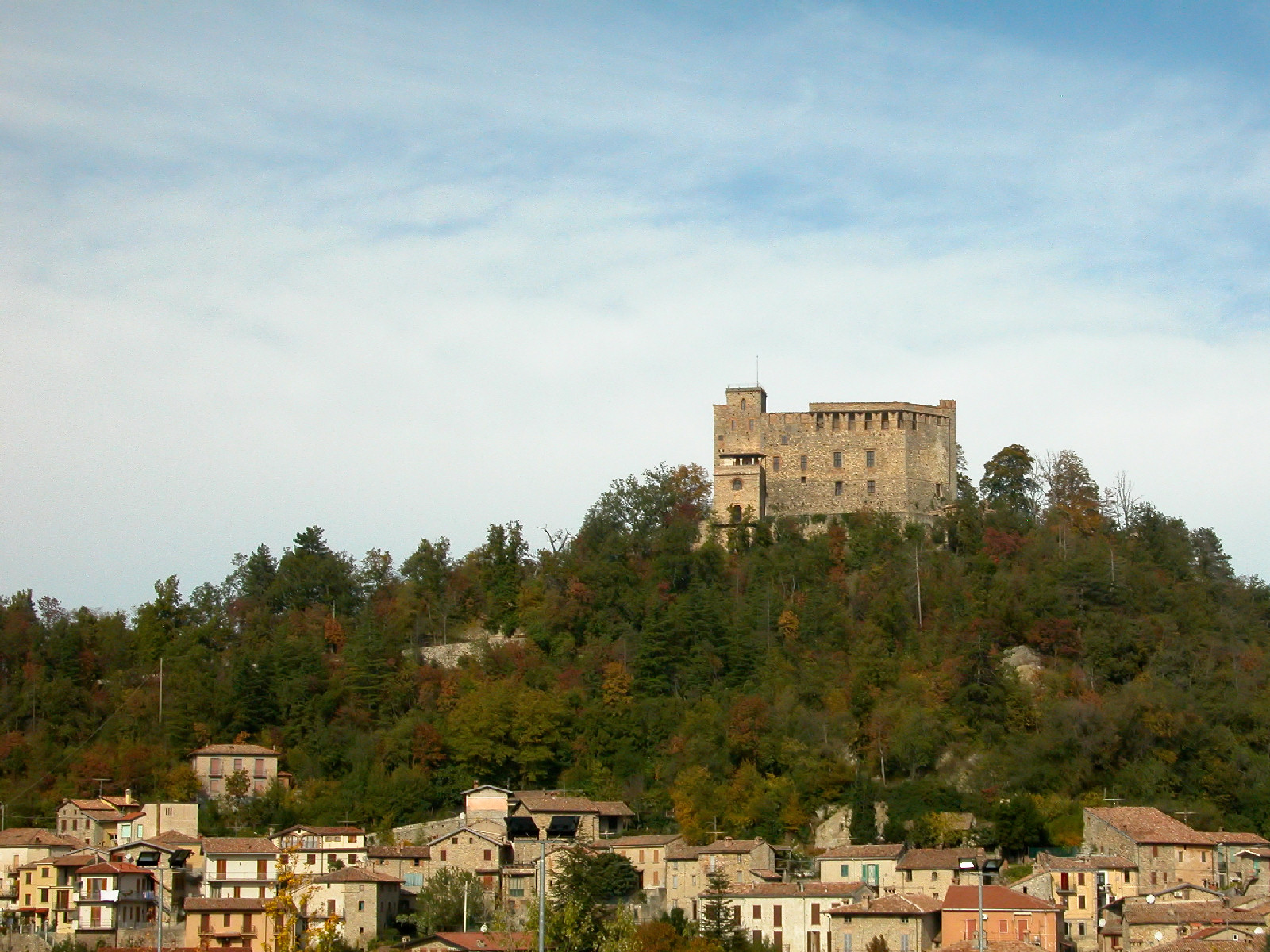
Castello di Zavattarello

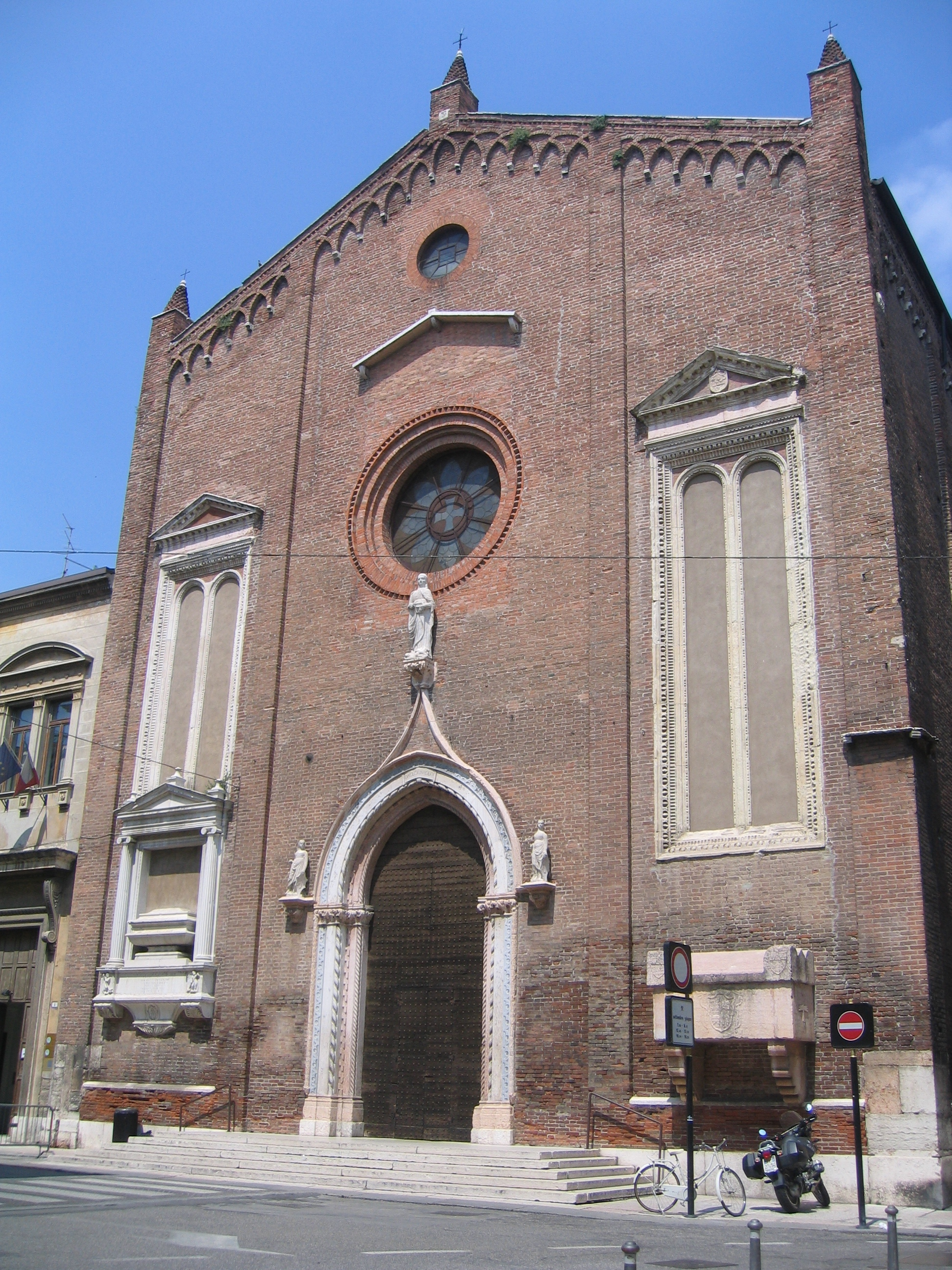
Verona, chiesa di Sant'Eufemia, mausoleo dei Dal Verme

## Biografia
Figlio di Luchino Dal Verme e di Jacopa de' Malvicini, fu uno dei condottieri più famosi del suo tempo.
L'inizio della sua carriera militare risale al 1366, al soldo prima di Alberico da Barbiano e poi di Cansignorio della Scala, signore di Verona, che nel 1368 lo schierò contro i Gonzaga, signori di Mantova, in appoggio all'alleato Bernabò Visconti contro la lega guelfa.
Nel febbraio del 1369 fu ingaggiato dai Visconti di Milano ed impiegato da Galeazzo II Visconti in Piemonte dove recupererà la città di Alba. Nel febbraio del 1370 è fatto cavaliere dal marchese Federico II di Saluzzo, in guerra contro il Monferrato, il Dal Verme contrasterà le truppe del conte Amedeo VI di Savoia.
Nel giugno del 1372 Galeazzo II Visconti lo ingaggia per riconquistare Castel San Giovanni e la Val Tidone, cadute nelle mani dei guelfi, la città è difesa strenuamente da Dondaccio Malvicini Fontana di Piacenza e l'assedio non va a buon fine e si dovrà limitare a scorribande nel territorio della val Tidone.
Dopo la morte di Giovanni II del Monferrato, Galeazzo II Visconti inizia la campagna militare per impossessarsi del Monferrato e il Dal Verme è uno dei principali condottieri che nel luglio del 1372 si pose all'assedio di Asti la cui difesa era guidata da Ottone di Brunswick che controlla la città per conto del giovane marchese Ottone III del Monferrato. L'assedio viene rotto da un numero ingente di truppe guidate dal conte Amedeo VI di Savoia, inviate in aiuto del Monferrato. Il Dal Verme costretto a ritirarsi si sposta e pone sotto assedio Casale Monferrato. Con il formarsi di una lega a difesa del Monferrato si sfaldano le alleanze e la campagna finisce con la difesa di Biella da parte delle truppe sabaude. Nell'agosto del 1376 è inviato in missione diplomatica ad Avignone presso il Papa Gregorio XI con gli ambasciatori Antoniolo Lucini, Tommaso di Groppello e Vassallino Bossi: è raggiunto un accordo che sarà ratificato dai Visconti a dicembre nel castello di Pavia. Nel 1377 difende nuovamente Biella da un attacco portato dai genovesi assoldati dai Fieschi per liberare il vescovo Giovanni Fieschi catturato ed incarcerato dai cittadini.
Nel marzo del 1377 gli sono restituiti dagli Scaligeri i beni confiscati ai suoi famigliari al tempo della rivolta di Frignano della Scala nel 1354. Tornato quindi nel maggio del 1378 a militare per gli Scaligeri, probabilmente con l'assenso e la complicità di Galeazzo II Visconti fu nominato comandante delle truppe veronesi da Bartolomeo II della Scala ed impiegato per impedire che Bernabò Visconti e la moglie Regina Della Scala rovesciassero la signoria veronese. Sempre nello stesso anno mentre sta contenendo le truppe milanesi riesce con abilità a fermare le truppe veneziane penetrate dal Polesine, guidate da Giacomo Cavalli, le quali vengono costrette ad allontanarsi. Bartolomeo ed Antonio della Scala lo premiano con la signoria di Sanguinetto ed il feudo di Asparetto, che si aggiungono ai beni ed ai feudi familiari riottenuti.
Firmata la pace con Verona, per le sue doti militari venne nominato nel 1378 consigliere di Gian Galeazzo Visconti, Il 4 agosto dello stesso anno moriva Galeazzo Visconti e tornò immediatamente a corte, a Pavia, per prendere posto a fianco del nuovo conte, Gian Galeazzo alla stipula della pace dei viscontei con il conte di Savoia. Nell'ottobre del 1378 è investito da Gian Galeazzo delle signorie della Val Tidone e dei feudi di Pianello Val Tidone, Borgonovo Val Tidone e del castello di Rocca d'Olgisio. Testimone di tale atto, che si ripeterà nel gennaio 1383, è il marchese Antonio Porro, signore di Corte Brugnatella. Sempre nel mese ottiene anche la cittadinanza di Piacenza.
Nel 1379 fu nominato capitano generale e guidò un nuovo attacco nel Monferrato contro Giovanni III conquistando la città di Asti. A partire da questo momento il Dal Verme si affermò come uno dei principali consiglieri di Gian Galeazzo e svolse un ruolo decisivo nell'espansione territoriale viscontea. Subito a gennaio dello stesso anno è a Santhià per la stipula di una tregua con Ottone di Brunswick, tregua confermata l'anno successivo a Vercelli alla presenza del marchese Teodoro II del Monferrato. Per le sue imprese ad agosto viene investito da Gian Galeazzo della signoria di Pecorara e la sua valle e di feudi di Marzonago, Pozzo, Suzzano, Busseto, Cogoleto e Caprile, assieme alla signoria di Pieve d’Incino con vari feudi e Monguzzo con il suo castello. Nel gennaio del 1383 viene investito della signoria di Romagnese, all'atto, stipulato a Pavia, sono presenti Bonifacio di Cocconato e sempre il marchese Antonio Porro. Nel marzo dello stesso anno il vescovo di Bobbio, Roberto Lanfranchi, dopo aver ratificato la cessione di Romagnese dietro un censo annuo di 50 lire imperiali, gli concede sempre in val Tidone i feudi ed castello di Lazarello con i borghi di Costalta, Casella e Moraschi e Ruino. Gian Galeazzo Visconti inoltre gli conferma una donazione fatta al padre Luchino consistente in centocinquanta pertiche site a Pieve d'Incino ed in altre novantotto che si trovano nel feudo di Castelmarte.
In un primo tempo Gian Galeazzo Visconti si limitò a rimanere all'ombra del bizzarro, imprevedibile e tirannico zio Bernabò. Cercava, cautamente, di estendere l'influenza milanese verso Genova e il Monferrato venendo in tal modo a scontrarsi con gli interessi del solido dominio sabaudo. Bernabò provvedeva a rafforzare innanzitutto la propria posizione nella Lombardia orientale e a cercare nuove alleanze. Perciò da un canto, nel 1381, strinse un'alleanza matrimoniale con Antonio della Scala, il quale si era da poco impadronito del governo veronese dopo aver fatto assassinare il fratello Bartolomeo dai propri partigiani; dall'altro, allacciò legami di amicizia con la Francia. Questa nuova politica minacciò gradualmente la posizione di Gian Galeazzo il quale decise di scendere in campo contro lo zio e di riunificare lo Stato visconteo. Il Dal Verme disgustato dal fratricidio commesso da Antonio della Scala, decise di abbandonare per sempre l'alleanza storica con la casata veronese e di schierarsi definitivamente con i Visconti.
Partecipò quindi nel maggio del 1385 alla cattura di Bernabò Visconti, ordinata dal nipote Gian Galeazzo per riunificare il Ducato di Milano. Milano insieme con la metà orientale del dominio visconteo passò rapidamente sotto Gian Galeazzo. Il Dal Verme occupò, a nome del suo signore, le città di Cremona, si reca poi a Parma con Niccolò Terzi e mantiene la città fedele al nuovo signore ai danni di Carlo Visconti, in seguito ottiene il feudo di Brescello con il castello ed entra a Reggio Emilia (di cui è nominato podestà) con molti uomini d'arme.
Nell'ottobre del 1385 ottiene in feudo dai Visconti Viganò e Rocca d'Olgisio ed in seguito gli viene concessa la cittadinanza di Parma, una proprietà ed una abitazione nei pressi di San Giorgio.
Agli inizi del 1387 il Dal Verme segue il condottiero Lucio Lando con una compagnia di 800 armigeri a cavallo contro la ribelle Bologna e successivamente a Castrocaro contro gli Ordelaffi, ma l'impresa non andrà a buon fine. In aprile dello stesso anno si reca a Pavia per le trattative delle nozze di Valentina Visconti con il duca Luigi I di Valois-Orléans.
Dopo la conquista di Verona nel 1387, in cui il Dal Verme non vi ha preso parte, i Visconti meditarono di occupare anche Padova, governata dai Carraresi e Jacopo Dal Verme qui rivestì un ruolo importante nelle vesti di politico e di militare. Approfittando delle liti tra i veneziani ed i padovani, Jacopo ottenne la resa di questi ultimi e nel 1388 ebbe in cambio l'iscrizione al patriziato veneziano e la regalia del loro palazzo di San Polo a Venezia.
A febbraio del 1389 viene investito dal vescovo di Bobbio della signoria di Zavattarello e delle sue adiacenze con i feudi di Canevino, Trebecco ed altri, a spese dei Landi che da molti anni non riconoscevano alla Diocesi di Bobbio il dovuto censo per l'investitura. Si obbliga a pagare al vescovo Roberto Lanfranchi 113 lire imperiali all'anno ed alla consegna di uno storione. Il papa Bonifacio IX confermerà poco dopo le cessioni effettuate a suo favore dal presule.
Nel frattempo Jacopo partecipò attivamente al piano dei signori di Milano per conquistare Bologna e Firenze. Ma il recupero di Padova da parte di Francesco II da Carrara nel 1390 rallentò i loro piani. Alla discesa dei francesi in Italia, timorosi del troppo potere assunto dai Visconti, si schierarono sotto le mura di Alessandria al comando del conte Giovanni III di Armagnac. Ne seguì una violenta battaglia ingaggiata dalle truppe viscontee comandate dal Dal Verme ed il 25 luglio 1391 con la sconfitta dei francesi il conte di Armagnac perse la vita.
Jacopo fu poi impiegato in alcune scaramucce in Toscana a spese dei fiorentini, ma l'impegno fu di breve durata, perché nel 1397 i Visconti furono impegnati nella guerra contro i Gonzaga di Mantova. Jacopo comandò l'esercito occupando Borgoforte e Governolo, ma fu sconfitto dalle truppe mantovane capeggiate da Carlo Malatesta. Dal Verme trattò a Mantova la pace con Francesco I Gonzaga in cambio della sua uscita dalla lega antiviscontea.
L'attenzione dei Visconti si spostò alla conquista di Bologna, governata da Giovanni Bentivoglio. Dal Verme accompagnato da Alberico da Barbiano ingaggiò la battaglia di Casalecchio il 26 giugno 1402; Bologna fu conquistata e il Bentivoglio ucciso. Il 3 settembre dello stesso anno il ducato di Milano fu sconvolto dalla morte di Gian Galeazzo Visconti: Jacopo venne incaricato di cedere Bologna. La crisi nel ducato di Milano portò alla conquista di Verona da parte di Francesco II da Carrara che pagò a caro prezzo perché Jacopo trattò coi veneziani la consegna del Carrarese, che finì la sua vita nel 1406 nelle carceri veneziane.
Richiamato a Milano da Giovanni Maria Visconti, succeduto a Gian Galeazzo, temendo la minaccia di Facino Cane, lo attaccò nella battaglia di Binasco, uscendo vincitore. Nel 1407 i rapporti col duca di Milano si incrinarono e Jacopo Dal Verme passò al servizio della Repubblica di Venezia. Ma i suoi servigi si interruppero nel 1409, quando fu colto dalla morte a Venezia.
Venne sepolto accanto al padre nella chiesa di Sant'Eufemia di Verona, mausoleo della famiglia.

## Discendenza
Sposò in prime nozze Cia degli Ubaldini di Firenze e in seconde nozze Francesca Brancaleoni. Ebbe tre figli:
- Luigi (1390-1449), condottiero, politico e diplomatico, seguì le orme del padre, intraprendendo una brillante carriera militare. Divenne conte di Sanguinetto e poi anche di Bobbio e Voghera;
- Pietrantonio (?-1449);
- Antonio (?-1449), podestà di Bologna.

Ebbe inoltre due figli naturali:
- Francesco;
- Peterlino (?-1443), condottiero.